# Gonna get over you
«Gonna Get Over You» es una canción interpretada por la cantante estadounidense Sara Bareilles. Es el tercer sencillo del álbum Kaleidoscope Heart. El 20 de septiembre de 2011, se lanzó una versión exclusiva con Ryan Tedder, en iTunes. La canción habla de cómo superar a un examante. La canción tuvo buenas críticas, siendo para muchos críticos una de las canciones más destacadas del álbum.
El videoclip fue lanzado el 20 de septiembre de 2011 y fue dirigido por Jonah Hill; en él, aparece Sara bailando en un supermercado con una chaqueta negra.

## Videoclip
El videoclip, lanzado el 20 de septiembre de 2011, fue dirigido por el comediante Jonah Hill. 
Sara dijo en una entrevista a AOL Music que «el video es sobre una chica que sueña en un supermercado, además, Jonah y yo queríamos que fuera una combinación de fantasía que hay en la actualidad».
En el vídeo, Sara conduce a un supermercado latino, vestida con una chaqueta de cuero. Cuando entra, empieza a bailar y a cantar, toca a un cliente, éste cae al suelo y luego se levanta con una chaqueta de cuero, siguen bailnado los dos y tocan a una señora, a quien le sucede lo mismo que al otro cliente.Sucesivamente, logran poner a bailar a casi todas las personas del supermercado. Sin embargo, al final del video, resulta que todo era una fantasía de Sara, quien si estaba bailando y cantando.En ese momento, llega un vigilante y le dice que se tiene que ir porque está incomodando a los demás clientes.
MTV Buzzworthly Blog dijo que «los bailes eran incríbles al igual que cómo Sara rockeaba».
En YouTube el video ha tenido, desde su estreno hasta diciembre, más de 6 millones de visitas, con menos de 3 meses en YouTube.

## Actuaciones en vivo
Bareilles interpretó la canción en el Walmart Soncheck, el 12 de septiembre de 2011. También se interpretó junto con Cee Lo Green y su canción «Fuck You» publicada en Vevo en The Warfield de San Francisco, el 17 de febrero de 2011.

## Rankings
| País           | Lista                     | Mejor posición |
| -------------- | ------------------------- | -------------- |
| Estados Unidos | Billboard Adult Pop Songs | 27             |